# Santiago de Ojje
Santiago de Ojje, conocida también como Ojje, es una localidad lacustre de Bolivia, ubicada en las tierras altas del país. Administrativamente se encuentra en el municipio de San Pedro de Tiquina de la provincia de Manco Kapac en el departamento de La Paz. Es considerada también una localidad fronteriza debido a su distancia aproximada de 0,3 km de la frontera húmeda con Perú.
La localidad se encuentra a una altitud de 3.823 msnm, a orillas del lago Titicaca, en la parte suroriental de la Península de Copacabana.
En Ojje se encuentra el Museo Subacuático Ojjelaya, con muestras de restos arqueológicos encontrados en el lago Titicaca.

## Transporte
Santiago de Ojje se ubica a 119 kilómetros por carretera al noroeste de La Paz, la sede de gobierno de Bolivia. Desde La Paz, la carretera troncal asfaltada Ruta 2 conduce al noroeste por Huarina hasta San Pablo de Tiquina, donde se cruza en barcazas el estrecho de Tiquina hasta San Pedro de Tiquina. Desde San Pedro, una carretera secundaria conduce por 11,7 km hasta llegar a Santiago de Ojje.